# Thomas Lauck
Thomas Lauck (* 15. Mai 1943 in Straßburg; † 23. Mai 2024) war ein deutscher Komponist. 

## Leben
Von 1963 bis 1968 studierte er Medizin in Freiburg i. Br., daneben war er Gasthörer an der Staatlichen Hochschule für Musik Freiburg. Es folgten ein Kompositionsstudium bei Klaus Huber in Basel, Kurse für Live-Elektronik im Experimentalstudio der Heinrich-Strobel-Stiftung in Freiburg (Hans Peter Haller) und Kompositionskurse bei Dieter Schnebel, Kazimierz Serocki und Mauricio Kagel an der Musik-Akademie der Stadt Basel.

## Werk
Seine Werke wurden bei der Internationalen Gaudeamus-Musik-Woche in Bilthoven, Amsterdam, sowie beim Internationalen Kompositionswettbewerb in Hitzacker (Elbe) mit Preisen ausgezeichnet. Sein Werkverzeichnis umfasst Vokal- und Kammermusik, szenische Musik, ein Orchesterwerk und Werke mit Live-Elektronik.
Seine Werke wurden in Europa, in den Vereinigten Staaten und in Asien (insbesondere in Japan) in Konzerten bei wichtigen Festivals und auch im Rundfunk aufgeführt.

## Diskographie
- Denk daran, die Erde ist eine Trommel, 2013, Telos TLS 1704, 4 CD.